# Kiduixín
Kiduixín (en hebreu: מסכת קידושין) (transliterat: Masechet Kiduixín) és un tractat de l'ordre de Naixim de la Mixnà i el Talmud, que tracta sobre les formalitats del prometatge i del matrimoni (Deuteronomi 24:1 i següents), l'estatus de la descendència legal i il·legal del matrimoni, les noces entre diferents categories de persones i l'evidència suficient per provar la validesa del matrimoni que ha tingut lloc a l'estranger. El tractat acaba amb alguns preceptes ètics que afecten a les relacions de gènere. El tractat té quatre capítols.Nashim (en hebreu: נשים) és el tercer ordre de la Mishná (també del Talmud i de la Tosefta) que conté el dret de família. Dels sis ordres de la Mixnà, és el segon ordre més curt. Naixim consta de set tractats.